# Discours indirect
En grammaire française, le discours indirect est une adaptation morphosyntaxique des paroles prononcées ou écrites, il se compose donc de paroles déformées. C'est l'une des deux variétés de discours rapporté (l'autre étant le discours direct). 
Ce type de discours rapporté est beaucoup moins objectif que le discours direct. En effet, les temps utilisés dans le discours indirect nous indiquent que celui qui rapporte le discours ne sait pas s'il est vérifiable. Cette distance évidente entre l'énoncé cité et le crédit tout relatif que le narrateur peut y accorder, permet de laisser passer toutes sortes de sous-entendus, de non-dits, de doutes, de suspicions, de scepticisme, de calomnies même, vis-à-vis du discours en question. Par exemple, en disant : « Il prétend qu'il cherche du travail… », je peux sous-entendre que je suis sûr qu'il n'en est rien, et qu'il passe ses journées au café, etc. 
- Dans 'l'énoncé cité du discours indirect, les embrayeurs sont employés par rapport à la situation d'énonciation de l'énoncé citant (il n'y a plus qu'un énonciateur, le narrateur). Par ailleurs, les guillemets ne doivent pas être employés.

- Il existe deux sortes de discours indirects, le discours indirect lié et le discours indirect libre. Les deux formes exigent une transposition des temps verbaux, des personnes, etc.
- il s'agit d'une transposition des paroles : le contenu général est conservé, mais on abrège, on élimine les marques spécifiques du discours (éléments des fonctions expressive, impressive, et de contact).

## Discours indirect formel
Le discours indirect formel (ou discours indirect lié) est un type de discours indirect qui prend la forme d'un élément grammaticalement subordonné au discours du narrateur (plus précisément, une proposition subordonnée complétive). Faisant partie d'un récit, le temps de son verbe principal (le verbe introducteur) est généralement au passé. Par ailleurs, il s'agit obligatoirement d'un verbe transitif : 
Jean prétend qu'il est malade. Il a ajouté qu'il n'irait pas travailler aujourd'hui, et il a eu le culot de me demander d'appeler le médecin !
Discours indirect par lequel le narrateur sous-entend qu'il ne croit pas ce que dit Jean.
Le professeur se mit alors en colère. Il dit à son élève qu'il ne supportait plus sa paresse et qu'il finirait par ne plus s'occuper de lui si celui-ci trouvait sans arrêt des excuses pour ne pas faire ses devoirs…

## Transposition du discours direct en discours indirect
En matière de discours rapporté, on entend par transposition, la transformation d'un type de discours dans un autre. La transposition pose plus de difficultés lorsqu'on part du discours direct et que l'on va vers le discours indirect. 
- Cette transposition concerne les embrayeurs, c'est-à-dire le temps des verbes, les personnes, ainsi que les autres marques de l'énonciation (temps et lieu), qui ne seront plus considérées du point de vue de l'énonciateur originel (comme dans le discours direct), mais du point de vue du narrateur.

- Dans certains cas (interjections, phrases nominales, phrase incomplète, phrase grammaticalement incorrecte…), cette transposition pose des difficultés et exige une adaptation supplémentaire, une interprétation de la part du narrateur, de manière à produire un énoncé conforme aux règles grammaticales :

Il a dit : « Hélas ! » / Il a dit : « Mon séjour dans les Cévennes ? Un paradis ! » / Il a dit : « Vraiment, tu crois que… » / Il a dit : « Si j'avais su, je ne serais pas venu ! »
« Il a poussé un soupir de découragement. / Il a dit que son séjour dans les Cévennes avait été un paradis. / Il a paru hésitant. / Il a dit que s'il avait su, il ne serait pas venu. »
- À part ces cas difficiles (mais fréquents dans l'énonciation orale), la transposition dans le discours indirect suit les règles suivantes.

### Transposition du temps des verbes
- Si le verbe introducteur est au présent ou au futur, il n'y a aucun changement de temps dans l'énoncé cité :

Il me dit : « Je suis sûr que tu réussiras. » [Discours direct formel]
Il me dit qu'il est sûr que je réussirai. [Discours indirect formel]
- Si au contraire, le verbe introducteur est au passé (simple, composé ou imparfait) :
  - le présent de l'indicatif devient imparfait de l'indicatif
  - le passé composé de l'indicatif devient plus-que-parfait de l'indicatif
  - le passé simple de l'indicatif devient plus-que-parfait de l'indicatif ou passé antérieur de l'indicatif
  - le futur simple devient présent du conditionnel
  - le futur antérieur devient conditionnel passé (c'est la « concordance des temps du discours rapporté »)

Il m'a dit : « Je suis sûr que tu réussiras. » [Discours direct formel]
Il m'a dit qu'il était sûr que je réussirais. [Discours indirect formel]
- Synthèse:

Il dit : « Tu es en retard. » 
Il dit que tu es en retard. 
Il dira : « Tu as faim. » 
Il dira que tu as faim. 
Il a dit : « Tu lis beaucoup. » 
Il a dit que tu lisais beaucoup. 
Il a dit : « Tu as reconnu Bill. » 
Il a dit que tu avais reconnu Bill". 
Il a répété : « Ton discours fut remarquable. » 
Il a répété que ton discours avait été remarquable. Il a répété que ton discours eut été remarquable.
Il a répété : « Ton discours aurait été plus beau sans cette faute. » 
Il a répété que ton discours aurait été plus beau sans cette faute. 
Il a confirmé : « Tu porteras une superbe robe. » 
Il a confirmé que tu porterais une superbe robe.
Il a affirmé : « J'aurai fini avant qu'elle n'arrive. » 
Il a affirmé qu'il aurait fini avant qu'elle n'arrive.
Attention : l'imparfait, le plus-que-parfait et le conditionnel restent inchangés.
« Il pleuvait. » → Il a dit qu'il pleuvait.
« J'avais commis des erreurs. » → Il a avoué qu'il avait commis des erreurs.
« Je ne ferais pas ça. » → Il a dit qu'il ne ferait pas ça.

### Transposition des personnes
Les catégories portant les marques de la personne (c'est-à-dire les embrayeurs suivants : verbe, pronom personnel, pronom et adjectif possessifs), adaptent, le cas échéant, ces marques à la nouvelle situation d'énonciation : 
Il m'a dit : « Nous prendrons le train, parce que la route est barrée. » [Discours direct formel]
Il m'a dit qu'ils prendraient le train, parce que la route était barrée. [Discours indirect formel]

### Transposition du temps et du lieu
De la même façon, les catégories portant les marques du temps et du lieu (déictiques) adaptent, le cas échéant, ces marques à la nouvelle situation d'énonciation. Ainsi, « ici » devient « là », « maintenant » devient « alors », « hier » devient « la veille », etc. :
Il m'a dit : « Nous partirons demain, parce qu'ici, il fait vraiment trop chaud. » [Discours direct formel]
Il m'a dit qu'ils partiraient le lendemain, parce que là-bas, il faisait vraiment trop chaud. [Discours indirect formel]

## Sujets connexes
- Discours
- Énonciation
- Phrase
- Énoncé
- Discours indirect libre
- Discours narrativisé
- Discours direct
- Concordance des temps